# 1984 na literatura

## Livros
- José Saramago - O Ano da Morte de Ricardo Reis
- George Orwell - 1984 (livro)

## Mortes
| Data            | Nome             | Profissão         | Nacionalidade | Observações | Ref |
| --------------- | ---------------- | ----------------- | ------------- | ----------- | --- |
| 18 de Janeiro   | Ary dos Santos   | poeta             | Portugal      | n. 1937     |     |
| 12 de Fevereiro | Julio Cortázar   | escritor          | Argentina     | n. 1914     |     |
| 13 de Março     | Jorge Andrade    | dramaturgo        | Brasil        | n. 1922     |     |
| 13 de Maio      | Pedro Nava       | escritor e médico | Brasil        | n. 1903     |     |
| 15 de Maio      | Maria José Dupré | escritora         | Brasil        | n. 1898     |     |
| 19 de Maio      | John Betjeman    | poeta             | Reino Unido   | n. 1906     |     |
| 13 de Janeiro   | Raul de Carvalho | poeta             | Portugal      | n. 1920     |     |

## Prémios literários
- Nobel de Literatura - Jaroslav Seifert.
- Prémio Machado de Assis - Henriqueta Lisboa
- Grande Prémio de Romance e Novela APE/IPLB - Mário Cláudio
- Prémio Hans Christian Andersen - Christine Nöstlinger